# 宝宝 (元朝)
宝宝，元朝政治人物，元至正二十三年（1363年）右榜（蒙古、色目人榜）状元。《元史》记载：“二十三年三月丁未，亲试进士六十二人，赐宝宝、杨輗进土及第，余出身有差。”